# Пјађазека (Анкона)
Пјађазека је насеље у Италији у округу Анкона, региону Марке.
Према процени из 2011. у насељу је живело 17 становника. Насеље се налази на надморској висини од 629 м.